# Rosse stekelstaart
De rosse stekelstaart (Oxyura jamaicensis) is een eend die bijna in heel Amerika voorkomt. In Europa wordt de soort beschouwd als een invasieve exoot.

## Beschrijving
De woerd heeft een zwarte kop en hals, witte wangen en een lichtblauwe snavel. De borst, flanken en rug zijn kastanjerood, de buik is dofbruin en vermengd met wit. De onderstaartdekveren zijn wit. Ze hebben een puntige staart die grijsbruin is. De poten zijn donkerblauw. Het vrouwtje heeft een bruingrijze met donkerbruine bovenkop en dito gekleurde strepen van de ondersnavelbasis tot de oorstreek. De snavel en de poten zijn donker grijsblauw.

## Verspreiding en habitat
De rosse stekelstaart leeft in geheel Amerika, behalve oostelijk Noord-Amerika. Hij leeft in ondiep, voedselrijk water met een weelderige vegetatie. De soort heeft zich ook gevestigd als exoot in Europa. De rosse stekelstaart mengt zich in de vrije natuur onder de witkopeenden en vormt bastaards. Daardoor dreigt de zeldzame witkopeend uit te sterven. Daarom worden er projecten uitgevoerd om de rosse stekelstaart in West-Europa uit te roeien. De soort staat sinds 3 augustus 2016 op de Unielijst voor invasieve uitheemse soorten.
In de lijst van de IOC World Bird List worden twee ondersoorten genoemd: O. jamaicensis jamaicensis (West-Indië) en O. jamaicensis rubida (Verenigde Staten en Canada). Het ras O. jamaicensis andina dat voorkomt in Colombia bestaat mogelijk uit bastaards tussen de rosse stekelstaart en de Andesstekelstaart.

### Invasieve exoot
Sinds 2016 staat deze soort op de lijst van invasieve exoten die zorgwekkend zijn voor de Europese Unie . Dit betekent onder andere dat deze soort niet langer in de Europese Unie mag worden gehouden, ingevoerd, vervoerd, gecommercialiseerd, gekweekt, gebruikt, uitgewisseld noch vrijgelaten in de natuur. De soort is vooral een bedreiging voor de met uitsterven bedreigde witkopeend (Oxyura leucocephala) door hybridisatie en competitie.

### Exoot in Nederland
Sovon Vogelonderzoek Nederland doet speciaal onderzoek naar het voorkomen van de rosse stekelstaart. Deze eend broedt sinds de jaren 1990 in beperkt aantal in Nederland. In 2008 werd het aantal broedparen geschat op 16 tot 20, in 2012 werden slechts 8 paren geteld. De broedvogels zijn waarschijnlijk afkomstig uit het Verenigd Koninkrijk. Ook ontsnappen vogels uit volières in Nederland. Het aantal broedparen neemt mogelijk af dankzij het uitroeiingsprogramma in Engeland ter bescherming van de bedreigde witkopeend.

## Houden en fokken (nu verboden in Europa)
Deze fraaie kleine duikeend is verdraagzaam, levendig en winterhard. Hij is niet veeleisend wat voedsel betreft en wordt als siervogel gefokt. Daar deze soort niet graag uit het water komt, moeten de voerbakken aan de oever staan. Ook kan men ze granen als gierst, tarwe en gerst in voederschalen in het water geven. Eendenkroos wordt ook graag gegeten. Het fokken is niet moeilijk. De nestgelegenheden in de vorm van een met plantendelen bedekte kuil of ondiepe fruitkist moeten tussen planten vlak bij het water worden aangebracht. De broedtijd is half mei. Dan leggen ze 6 tot 12 eieren die relatief groot, dikschalig en witachtig zijn. De broedduur is 23 tot 26 dagen. De kuikens worden eerst door beide ouders verzorgd, daarna alleen nog maar door de moeder. De kuikens kunnen na 52 tot 60 dagen vliegen en zijn na 10 tot 12 maanden geslachtsrijp.